# Jean d'Olce
Pour les articles homonymes, voir D’Olce.
Jean d'Olce est un ecclésiastique français, né vers 1605 à Iholdy et décédé le 8 février 1681 à  Bayonne. 
D'origine navarraise, il est évêque de Boulogne, d'Agde puis, à partir de 1643, évêque de Bayonne. 
Le 9 juin 1660, il célèbre le mariage du roi Louis XIV et de sa cousine germaine, l'infante Marie-Thérèse d'Autriche, fille de Philippe IV, roi d'Espagne. 

## Biographie
Jean d'Olce est issu d'une famille navarraise originaire d'Iholdy dans le Pays basque. Il est le fils de Pierre et d'Isabelle d'Eschaud, sœur de Bertrand d'Eschaud. Il fait ses études à l'université de Paris en philosophie et chez les jésuites pour la théologie mais n'obtient aucun degré.
Chanoine du chapitre de Tours grâce à son oncle il est ordonné prêtre au début de 1632 et pourvu de l'abbaye de la Boissière dans le diocèse d'Angers, avant d'être élevé à l'épiscopat. Sa promotion comme évêque de Boulogne à sans doute été négociée par son oncle contre la nomination comme coadjuteur à Tours de Victor Bouthillier
Jean d'Olce est nommé évêque de Boulogne en 1632 et confirmé le 20 décembre il est consacré par son oncle l'archevêque de Tours en 1633. Il accueille les Minimes à Boulogne en 1642.
En 1643, il est transféré au diocèse d'Agde, mais avant d'en prendre possession, il l'échange avec François Fouquet qui résigne le diocèse de Bayonne en sa faveur. Il est également abbé commendataire de Saint-Vincent de Lucq à Oloron. La même année, il acquiert le château d'Olce, dont il fait procéder à quelques travaux d'aménagement en 1664, en vue d'en faire sa résidence estivale.
Le 9 juin 1660 en l'église de Saint-Jean-de-Luz il célèbre le mariage de Louis XIV, roi de France et de Navarre, avec Marie-Thérèse, infante d'Espagne.

### Sources
- Eugène Van Drival, Histoire des évêques de Boulogne, Boulogne-sur-Mer, Berger frères, 1852.